# Night Gallery (album)
Night Gallery è l'ottantaseiesimo album in studio del chitarrista statunitense Buckethead, autoprodotto e pubblicato il 28 aprile 2014.

## Il disco
Cinquantasettesimo disco appartenente alla serie "Buckethead Pikes", si tratta del terzo dei quattro album pubblicati da Buckethead nel mese di aprile 2014 ed è uscito a distanza di una settimana da Claymation Courtyard.
In esso è presente un unico brano, intitolato Painting e diviso in quattro parti distinte.

## Tracce
Musiche di Buckethead.
1. Painting 1 – 12:35
2. Painting 2 – 4:30
3. Painting 3 – 7:44
4. Painting 4 – 5:22

## Formazione
- Buckethead – chitarra, basso, programmazione